# Distrito de Anchonga
El Distrito peruano de Anchonga es uno de los 12 distritos de la Provincia de Angaraes, ubicada en el Departamento de Huancavelica, bajo la administración del Gobierno regional de Huancavelica, Perú.

## Historia
El distrito fue creado mediante Ley del 5 de enero de 1945, en el primer gobierno del Presidente Manuel Prado Ugarteche.

## Geografía
El distrito abarca una superficie de 72,4 km²

## Hitos urbanos
Salvo una carretera que conecta a la capital del distrito a un pueblo cercano, las demás vías de acceso (trochas y caminos de herradura) sólo funcionan en la época de secano, durante la temporada de lluvias son inaccesibles. En este distrito moran 7487 pobladores, de los cuales 3870 son varonas- censo 2007-; la mayoría de los cuales viven en el área rural.
Además, es un distrito de extrema pobreza . Anualmente, un poblador, en promedio, gana mil cien nuevos soles por la venta de sus cosechas, que son  fruto de su esfuerzo y del clima. Debido a que hay escasez de agua y no hay sistemas de canales, su cultivo depende de las lluvias y de las nevadas; si no hay lluvias o  se desata una nevada muy fuerte, no tendrán cosechas. Su alimentación tiene como principales alimentos: la papa, la yuca y el maíz, por lo que la alimentación no está balanceada.
Los niños están desnutridos. Ellos  comienzan a realizar labores- de apoyo doméstico- a los cinco años de edad. La mayoría de la población apenas ha concluido primaria- pero con una escuela que la desidentifica-. Es común ver madres de trece años. Y las familias, mayormente, tienen por lo menos seis (06) hijos.

## Autoridades

### Municipales
- 2011-2014[1]
  - Alcalde: Adrián Urbina Machuca, Movimiento Independiente de Campesinos y Profesionales (MICAP).
  - Regidores: Julio Unocc Machuca (MICAP), Máximo Huarancca Belito (MICAP), Rodrigo Enríquez Vargas (MICAP), Norma Sánchez Pérez (MICAP), Fausto De La Cruz Belito (Ayni).

### Religiosas
- Obispo de Huancavelica: Monseñor Isidro Barrio Barrio (2005 - ).

## Festividades
- Señor de Amo- 1 de enero
- Virgen del Carmen - 16 de julio
- Virgen del Rosario - 7 de octubre
- Fiesta del Niño Jesus- 25 de diciembre

## Cultura popular
Según informa el diario « La Primera», Máximo Damián, natural de Rantay, un centro poblado del distrito, con el remoquete Derrepente, ejecuta la Danza de las tijeras. Esta manifestación popular es una de las más representativas del Perú. Motivo que  le  inspiró  a Arguedas: el Dansaq, tal como figura  en la selección de su narrativa Amor mundo.